# Motocyklowe Grand Prix Katalonii 1997
Motocyklowe Grand Prix Katalonii 1997 – siódma eliminacja Motocyklowych Mistrzostw Świata, rozegrana 12 - 14 września 1997 na torze Circuit de Catalunya w Barcelonie.